# Yu Tokisaki
Yu Tokisaki (時崎 悠 Tokisaki Yu?, nacido el 15 de junio de 1979 en Fukushima) es un exfutbolista japonés. Jugaba de defensa y su último club fue el Fukushima United FC de Japón.

## Trayectoria

### Clubes
| Club                | País  | Año         |
| ------------------- | ----- | ----------- |
| Shonan Bellmare     | Japón | 1998 - 2005 |
| Mito HollyHock      | Japón | 2005 - 2006 |
| Fukushima United FC | Japón | 2007 - 2011 |